# Filippo Pozzato

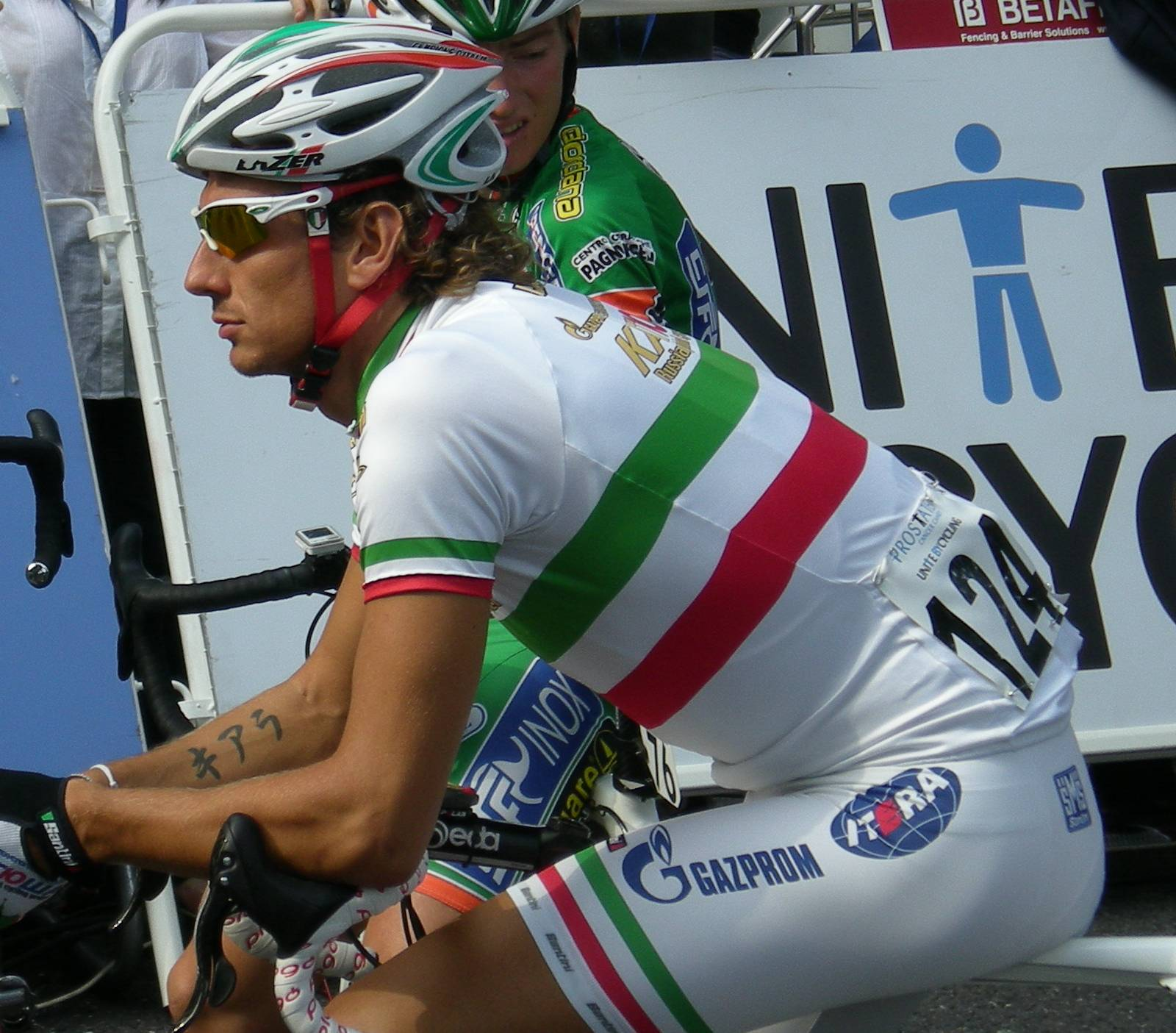
Filippo Pozzato i den italienska mästartröjan under 2009 års Tour of Britain.

Filippo Pozzato, född 10 september 1981 i Sandrigo, Veneto, är en italiensk professionell cyklist. Pozzato tävlade för det ryska UCI ProTour-stallet Team Katusha 2009–2011. Från och med 2012 tävlar han för Farnese Vini-Selle Italia.

## Karriär
Filippo Pozzato tillhörde aldrig något amatörstall utan blev professionell direkt som 19-åring med Mapei-Quick Step där han tävlade med bland andra Fabian Cancellara, Bernhard Eisel och Aleksandr Kolobnev, som alla är födda 1981. och blev därefter kontrakterad av det italienska stallet Fassa Bortolo 2002, när Mapei-stallet lade ned sin verksamhet. Pozzato har bland annat vunnit HEW Cyclassics 2005, en tävling som han vann framför landsmannen Luca Paolini, och Milano-Sanremo 2006. Italienaren vann Tirreno-Adriatico 2003. 
Sin första Tour de France-etapp vann han 2004. Tre år senare kom nästa seger i det franska etapploppet när han vann den femte etappen. Under säsongen 2004 deltog Pozzato i de Olympiska sommarspelen 2004 för Italien, där han hjälpte Paolo Bettini att vinna tävlingen. Året därpå blev han kontrakterad av Quick Step-Innergetic efter att ha tävlat för Fassa Bortolo under två år. I Quick Step-Innergetic blev han åter stallkamrat med flera av sina stallkamrater från Mapei-Quick Step, bland andra Paolo Bettini och Luca Paolini.
1998 slutade Pozzato tvåa i juniorvärldsmästerskapens linjelopp i Valkenburg aan de Geul, Nederländerna, efter irländaren Mark Scanlon. Han slutade också trea i tävlingens tempolopp efter Fabian Cancellara och tysken Torsten Hiekmann.
Den italienska cyklisten blev kontrakterad av Team Liquigas inför säsongen 2007. Med det nya stallet vann han Tour du Haut Var och Omloop Het Volk. Senare på säsongen vann han också etapp 5 på Tour de France 2007. Pozzato vann också Trofeo Matteotti, GP Industria & Commercio di Prato och etapp 5 på Polen runt det året.
I början av säsongen 2008 vann Pozzato den inledande etappen av Giro della Provincia di Grosseto.

### 2009
Inför säsongen 2009 lämnar italiarenaren Team Liquigas för att i stället tävla för det ryska stallet Katjusja.
I februari 2009 slutade han tvåa på etapp 3 av Vuelta a Andalucia bakom landsmannen Davide Rebellin. Efter tävlingen fortsatte han vidare till Trofeo Laigueglia där han slutade tvåa bakom Francesco Ginanni. 
I slutet av mars vann han etapp 1 av Panne tredagars framför Frederik Willems och Greg Van Avermaet. Filippo Pozzato slutade två bakom belgaren Tom Boonen på Paris-Roubaix 2009. Filippo Pozzato vann de italienska nationsmästerskapens linjelopp framför Damiano Cunego och Luca Paolini. Han slutade på sjätte plats på Clásica San Sebastián bakom Carlos Barredo, Roman Kreuziger, Mickael Delage, Peter Velits och Ryder Hesjedal. Pozzato vann Giro del Veneto före Carlo Scognamiglio, Luca Paolini och Alessandro Proni. Han slutade på andra plats på etapp 5 och 7 av Tour of Britain.
I oktober vann italienaren Memorial Cimurri framför Luca Paolini och Daniele Colli. Han slutade på fjärde plats på Paris-Tours bakom Philippe Gilbert, Tom Boonen och Borut Bozic.

## Främsta meriter
- En etapp och totalt i Tirreno-Adriatico (2003)
- 7:e etappen i Tour de France 2004
- Etapp 5 på Tour de France 2007
- Giro del Lazio (2005)
- HEW Cyclassics (2005)
- 2:a etappen i Tyskland runt (2005)
- Milano-Sanremo (2006)
- Omloop Het Volk (2007)

## Stall
- Mapei-Quick Step 2000–2002
- Fassa Bortolo 2003–2004
- Quick Step-Innergetic 2005–2006
- Team Liquigas 2007–2008
- Team Katusha 2009–2011
- Farnese Vini-Selle Italia 2012–